# Петровский, Степан Сергеевич
 Степан Сергеевич Петровский (1769 — 29 апреля 1819) — адъюнкт Казанского университета, писатель.

## Биография
Родился в 1769 или 1770 году в дворянской семье. 
27 января 1781 года был записан в Дворянскую гимназию при Московском университете, где обучался языкам латинскому и французскому, чистой математике, артиллерии, фортификации и гражданской архитектуре. Произведённый в 1789 года в студенты, в 1790 году был переведён в университет. Здесь, как значится в его послужном списке, с успехом прошёл курсы логики, метафизики, энциклопедии, красноречия, истории, математики, физики, римского права и российского практического судопроизводства. 
По окончании курса 19 января 1799 года был определён учителем артиллерии, фортификации и высшего арифметического класса в Казанскую гимназию. В конце года был произведён в 14-й класс. В октябре 1802 года перестал преподавать арифметику, а в 1803 году занял должность библиотекаря гимназии. Получив в начале 1805-го и в январе 1809 годов денежные награды за успешные занятия с учениками, с 17 июля 1805-го по 10 марта 1806 года занимал должность директора Казанских народных училищ. 
2 октября 1807 года был назначен инспектором Казанской гимназии, в 1808 году — членом Комитета при строении гимназического здания. 16 января 1810 года был утвержден адъюнктом Казанского университета для преподавания артиллерии и фортификации; с 1810 по 1812 года был, кроме того, смотрителем публичных курсов. 7 марта 1812 года оставил должность инспектора гимназии и с того же года, по желанию студентов, начал преподавать в университете ещё гражданскую и военную архитектуру. В 1813 году был членом Комитета университетских строений, а с 27-го июня 1818 года находился на должности инспектора студентов. 
Уволенный 17 марта 1819 года от службы по болезни, умер 29 апреля того же года. 

## Творчество
Еще будучи студентом, в 1791 году издал в Москве свой перевод с французского: «Несчастная принцесса, или трогательные приключения Аврелии», а в 1798 году напечатал во Владимире переведённую им с французского языка «Живописную картину Швейцарии».